# Печальный кипарис
«Печальный кипарис» (англ. Sad Cypress) — роман Агаты Кристи, впервые опубликованный в Англии в 1940 году издательством Collins Crime Club. Серия об Эркюле Пуаро, одна из немногих судебных драм с его участием. В СССР роман публиковался под названием «Чаепитие в Хантербери».

## Название
Название романа позаимствовано автором из пьесы «Двенадцатая ночь» Уильяма Шекспира: эти слова звучат в песне шута, которая является эпиграфом к роману:
Уходи, улетай, смерть!

Где печальный стоит кипарис,

Дай мне в землю спокойно лечь!

И тогда, о мой дух, испарись!

Пусть ветки тиса обовьют

Мой саван.

С любимой смерть я разделю

Как славу.

## Сюжет
Роман состоит из вступления и трех частей. В вступлении начинается судебное заседание, где обвиняемой является Элинор. Первая часть в основном ведётся от лица Элинор Карлайл, которая повествует о смерти своей тёти и последующей смерти её воспитанницы Мэри Джерард. Элинор — основная подозреваемая в убийстве, поскольку все улики указывают именно на неё. Первая часть начинается с того, что она получает анонимное письмо, в котором ей сообщают, что именно она является единственной законной наследницей старой дамы, но что появилась новая претендентка на наследство. Вторая часть рассказа посвящена собственно расследованию Эркюля Пуаро. Третья часть продолжает рассказывать о судебном процессе над Элинор Карлайл, в ходе которого и выясняется вся правда о преступлении.

### Цитата
«Это, чтобы предупредить вас, — гласило письмо. — Не хочу называть имён, но кое-кто присосался к вашей тетушке, как пиявка, и если вы не побережетесь, потеряете всё. Девчонки очень хитрые, а старые дамы верят им, когда они к ним подлизываются. Лучше приезжайте и сами взгляните, что делается. Не годится, чтобы вы и ваш молодой человек потеряли своё добро, а она очень ловкая, а старая миссис может окочуриться в любой момент. Доброжелатель».
.
«Это — чтобы предупредить вас. Я не называю имён, но существует Кое-кто присосавшийся к вашей Тётушке, и если вы не позаботитесь, Лишитесь Всего. Девушки очень Хитры и старые леди размякают, когда они к ним подлизываются и льстят им. Что я говорю — это вы лучше приезжайте и увидите сами, что кое-кто собирается обобрать вас… и молодого джентльмена… зацапать то, что Ваше по праву — и Она Очень Хитрая и Старая Леди может Загнуться в любую минуту. Доброжелатель».
.
«This is to Warn You,

I’m naming no Names but there’s Someone sucking up to your Aunt and if you’re not kareful you’ll get Cut Out of Everything. Girls Are very Artful and Old Ladies is Soft when Young Ones suck up to Them and Flatter them What I say is You’d best come down and see for Yourself whats Going On its not right you and the Young Gentleman should be Done Out of What’s yours — and She’s Very Artful and the Old Lady might Pop off at any time. Well-Wisher».
.

## Персонажи романа
- Эркюль Пуаро — частный детектив
- Элинор Карлайл — племянница миссис Вэлман
- Родди Вэлман — племянник миссис Вэлман по мужу
- Питер Лорд — лечащий врач миссис Вэлман

### Жертвы
- Миссис Лора Вэлман — пожилая вдова-инвалид
- Мэри Джеррард — воспитанница миссис Вэлман

### Медсёстры
- Сестра Хопкинс — медсестра
- Эмили О`Брайан — медсестра

### Суд
- Сэр Эдвин Балмер — адвокат защиты
- Сэр Сэмюель Аттенбери — советник обвинения

### Отсылки к другим произведениям
Питер Лорд говорит, что ему порекомендовал обратиться к Пуаро доктор Джон Стиллингфлит на основании блестящего выступления Пуаро в деле, описанном в рассказе «Сон», который был напечатан в № 566 журнала «Стрэнд» и позже включён в сборники «Приключения рождественского пудинга» и «Тайна регаты». Персонаж Стиллингфлита позже вновь появляется в «Третьей девушке» (1966).
Одну из свидетельниц зовут Амелия Седли — это имя было заимствовано из «Ярмарки тщеславия» Уильяма Мейкписа Теккерея.

## Экранизации и радиопостановки
- В 1992 году BBC выпустила четырёхсерийный радиоспектакль.
- В рамках сериала Пуаро Агаты Кристи в 2003 году («Девятый сезон») был снят фильм, в основу которого лег роман «Печальный кипарис»[6]. В роли Эркюля Пуаро — Дэвид Суше.